# Pedro Santana Lopes
Pedro Miguel Santana Lopes (Lisszabon, 1956. június 29.) portugál politikus, miniszterelnök.
A Lisszaboni Egyetemen szerzett jogi diplomát. 1976-ban lépett be a Szociáldemokrata pártba (Partido Social Democrata – PSD). A Sporting Clube de Portugal fővárosi labdarúgócsapat elnöke is volt. Egy ideig a lisszaboni önkormányzatot vezette.
Miután José Manuel Barrosót az Európai Bizottság elnökévé választották, ő lett a miniszterelnök. A 2005-ös választásokat pártja elveszítette.
1. ↑  Brockhaus (német nyelven). Brockhaus
2. ↑  Munzinger Personen (német nyelven). (Hozzáférés: 2017. október 9.)